# Stazione di Pordenone
La stazione di Pordenone è una delle stazioni ferroviarie più importanti del Friuli-Venezia Giulia ed è ubicata sulla linea ferroviaria Udine - Venezia.

## Storia
La stazione entrò in esercizio il 1º maggio 1855, quando venne aperto il tratto ferroviario che proveniva da Treviso; nello stesso anno, la stazione è stata collegata con quella di Casarsa e solo nel 1860 il tratto ferroviario è stato completato fino ad Udine.
In passato, dalla stazione si dipartiva un raccordo militare diretto a Comina, che nei progetti originari avrebbe dovuto arrivare ad Aviano, e del quale al 2015 esiste ancora parte della sede.
Tra il 2016 e il 2017 l'impianto ha subito diversi lavori di ammodernamento, tra cui l'innalzamento delle banchine ferroviarie, il posizionamento di un ascensore per facilitare il passaggio da una banchina all'altra e il rinnovo degli spazi interni.

## Strutture e impianti
La stazione è dotata di un fabbricato viaggiatori che ospita la biglietteria, la sala d'attesa, ascensore per il raggiungimento dei binari, il bar e ambienti riservati al movimento ferroviario. Il piazzale è composto da tre binari per il servizio viaggiatori (1 e 2 di corsa, 3 usato per treni merci e in caso di necessità) più altri binari privi di marciapiede e non dedicati al servizio viaggiatori; dispone inoltre di uno scalo tronco, cui è collegato il raccordo per il Molino di Macinazione, benché non più utilizzato.

## Movimento
La stazione è servita da treni regionali e regionali veloci svolti da Trenitalia nell'ambito del contratto di servizio stipulato con le Regioni interessate, nonché da treni a lunga percorrenza svolti da Trenitalia, OBB (fino al 2021 Trenord)e Italo.

## Servizi
La stazione dispone di:
- Bar
- Distributori automatici
- Biglietteria a sportello
- Biglietteria automatica
- Servizi igienici
- Posto di Polizia ferroviaria
- Sala d'attesa

## Interscambi
Nel piazzale esterno della stazione si trovano gli autobus urbani e l'autostazione dove fanno capolinea le linee interurbane, vi è anche presente il servizio taxi.
- Fermata autobus
- Stazione taxi